# Rampe (ruisseau)
Pour les articles homonymes, voir Rampe.
 (décembre 2014).
La Rampe est un petit ruisseau de Belgique qui traverse Rèves et Luttre. Il a deux affluents : le Frasnes et le Sart-à-Rèves.

## La Rampe
Le ruisseau La Rampe (appelé parfois Rumpe, Oudoumont, ou Olmont) naît à 167,5 mètres d’altitude au Champ du Bois Blanc de la section G de la division no 5 de Houtain-le-Val. Il traverse le golf de Pierpont du Bois de Bossu, passe sous l’ancienne ligne de chemin de fer no 131 de Gilly - Nivelles, traverse Rèves et reçoit le ruisseau de Frasnes dans la section B de la division no 2 de Rèves,.

## Le Frasnes
Le ruisseau de Frasnes naît au Champs de Saucy dans la
section B de la 1re division de Frasnes-lez-Gosselies, passe sous la N5, sous la rue Zéphirin Flandre, et reçoit un affluent de la fontaine de la chapelle Notre-Dame du Roux à Frasnes-lez-Gosselies. Il traverse le Grand Marais Hameau, où il reçoit le ruisseau du Bosquet-Mondez qui naît au Champ des Traux et le ruisseau de Marja qui naît au Champ de Pierpont. Le ruisseau de Frasnes traverse la vallée des Viviers séparant le Champ dit Hirsoux (rive droite) et le Champ d’Annethia (rive gauche), s'introduit dans Rèves et se jette dans le ruisseau La Rampe.
Le ruisseau La Rampe traverse le Hameau dit Odoumont et reçoit le ruisseau de Sart-à-Rèves.

## Le Sart-à-Rèves
Le ruisseau de Sart-à-Rèves naît au hameau Sart à Rèves, passe sous la rue de Luthéal à l’est de la ferme de la Seigneurie du Luthéal. La ferme avait un moulin à eau alimenté par un étang. Le ruisseau de Sart-à-Rèves traverse le hameau de Revioux, le hameau dit Odoumont et se jette dans le ruisseau La Rampe.
Le ruisseau La Rampe traverse le Champ Fromière à Buzet, passe sous l’A54 à Luttre, traverse Luttre passe sous la rue de Ronquières et se jette dans le Piéton à Luttre.